# Machaerina scirpoidea
Machaerina scirpoidea là loài thực vật có hoa trong họ Cói. Loài này được (Steud.) T.Koyama mô tả khoa học đầu tiên năm 1956.